# 石牯塘镇
石牯塘镇，是中华人民共和国广东省清远市英德市下辖的一个乡镇级行政单位。

## 行政区划
石牯塘镇下辖以下地区：
石牯塘社区、三联村、石下村、八宝村、尧西村、黄洞村、长江村、永乐村、石小村、沙坪村、萤火村、鲤鱼村和联山村。